# Sächsisches Bauamt in Warschau

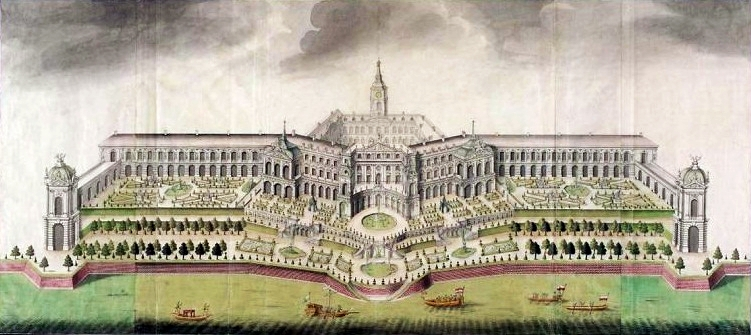
Entwurf für den Umbau des Warschauer Königsschlosses von Joachim Daniel von Jauch

Das Sächsische Bauamt in Warschau war eine Behörde der Sachsenzeit in Polen-Litauen, die der architektonischen und städtebaulichen Planung insbesondere in Warschau diente.

## Geschichte
Die Behörde wurde 1710 von August dem Starken gegründet. Sie hatte ihren Sitz im Marywil und beschäftigte ca. 30 Architekten und Beamte aus Sachsen, die sich mit dem Ausbau der polnischen Hauptstadt im Stil des Dresdner Barocks befassten, zum Beispiel mit dem Anlegen der Sächsischen Achse. Den Vorsitz hatte ein Baudirektor. Dies waren Johann Christoph von Naumann (1710–1715), Burkhard Christoph von Münnich (1715–1721), Joachim Daniel Jauch (1721–1754) und Johann Friedrich Knöbel (1754–1765). Weiterhin arbeiten für das Sächsische Bauamt in Warschau unter anderem Matthäus Daniel Pöppelmann, Carl Friedrich Pöppelmann und Johann Sigmund Deybel von Hammerau. 1737 erhielt es von August III. eine neue Satzung. Ein Jahr nach dem Tod von August III. wurde das Sächsische Bauamt aufgelöst. Sein Besitz ging auf die sächsische Verwaltung in Polen-Litauen über. Nach der Dritten Polnischen Teilung verkaufte Friedrich August I. den sächsischen Immobilienbesitz in Warschau an Preußen, zu dem Warschau seit 1795 gehörte.

## Nachweise
- Charazińska E., Varsaviana. Zabytki Warszawy. Ogród Saski, Warszawa 1979, S. 13.